# 弗拉克區
弗拉克區是非洲東部島國毛里裘斯的9個區之一，位於毛里求斯岛東部，北鄰朗帕河区，東毗印度洋，南接大港區，西臨莫卡區。弗拉克区面积298平方公里，是毛里求斯面积最大的行政区。2015年人口138,460。
行政中心設於弗拉克中心村，其市场是旅行者经常造访的目的地。一个叫做清水洞（Trou d'Eau Douce）的小村庄也经常有旅行者前往，从这里可以摆渡到旅游胜地鹿岛。
而弗拉克区最吸引旅行者的无疑是充满异国情调的沙滩以及美丽的潟湖。因而，沿着海滩建造了许多度假村。